# CO-0.40-0.22
CO-0.40-0.22 ist eine Gaswolke, die sich in etwa 200 Lichtjahren Entfernung vom galaktischen Zentrum der Milchstraße befindet. Es handelt sich um eine Molekülwolke von 4.000 Sonnenmassen in der Form einer Ellipse. Da sich Teile der Gaswolke ungewöhnlich stark voneinander bewegen, vermuten Astronomen hinter der Wolke ein Schwarzes Loch. Dieses hätte laut Messungen eine Größe von 100.000 Sonnenmassen und einen Durchmesser von 0,3 Lichtjahren. Es wäre das bisher zweitgrößte in der Milchstraße entdeckte Schwarze Loch.
Das Himmelsobjekt CO-0.40-0.22 wurde von japanischen Astronomen des Nationalen Instituts für Naturwissenschaften der Keiō-Universität entdeckt. Die Entdeckung wurde mit Hilfe der Radioteleskope Nobeyama Radio Observatory in Japan und Atacama Submillimeter Telescope Experiment in Chile gemacht.
Die Benennung des Himmelsobjektes erfolgte aufgrund seiner Position im galaktischen Koordinatensystem, es befindet sich auf −0,40° galaktischer Länge und −0,22° galaktischer Breite.